# Le Val-David
Le Val-David is een gemeente in het Franse departement Eure (regio Normandië) en telt 760 inwoners (2005). De plaats maakt deel uit van het arrondissement Évreux.

## Geografie
De oppervlakte van Le Val-David bedraagt 6,8 km², de bevolkingsdichtheid is 111,8 inwoners per km².
De onderstaande kaart toont de ligging van Le Val-David met de belangrijkste infrastructuur en aangrenzende gemeenten.

## Demografie
Onderstaande figuur toont het verloop van het inwonertal (bron: INSEE-tellingen).